# 塔斯特河
塔斯特河，位于中华人民共和国新疆维吾尔自治区阿勒泰地区吉木乃县境内，属于额尔齐斯河流域内的一条无尾河。发源于萨吾尔山东部山脊附近，自源头由东南向西北流37千米注入塔斯特水库。出塔斯特水库下行约1.1千米流出山口，先向东北继而转向北流，经24千米流程，在土满德（乌勒肯土满德）附近，沿居万喀腊山（居万喀拉山）南坡脚下转向西北，经乌勒肯土满德（玉勒肯吐满德）湿地，汇入达冷海齐水库。出达冷海齐水库，河流穿越闹海山和居万喀腊山之间约4千米的峡谷流向东北，从西南侧进入恰勒什海盆地（恰其海盆地），汛期有部分洪水可从西北侧沿河床流出恰勒什海盆地，出盆地后也改称克依恩苏河，先向西北流、继而转向北流，流经27千米，水量散失于距额尔齐斯河南岸约9千米的沙丘地带。塔斯特河水量现虽不足以下泄额尔齐斯河，但它依然是纵贯吉木乃县南北最长的河流。山口塔斯特水库以上集水面积450平方千米。
在塔斯特水库坝址下，通过干渠将水引向距河流东岸6千米的托斯特乡政府驻地，灌溉山前良田。灌溉余水与右邻前山小溪呈散流状渗入地下，又在距托斯特乡政府驻地北侧约15千米的土满德湿地出露，下游3千米汇入克孜勒喀英水库，出库后穿越居万喀腊山与马斯阔孜山（扎勒帕克塔斯山）之间约4千米德峡谷后进入恰勒什海盆地，河水大部分通过长约4千米的干渠进入恰勒什海乡灌区。汛期洪水沿河床转向西北流经13千米在盆地西北侧汇入塔斯特河下游干流。